# Dahakot
Dahakot (en népalais : दहकोत) est un comité de développement villageois du Népal situé dans le district de Bajura. Au recensement de 2011, il comptait 4 438 habitants.